# Sidi Bou Rouis
Sidi Bou Rouis ou Sidi Bourouis (arabe : سيدي بورويس) est une ville du Nord-Ouest de la Tunisie, à une trentaine de kilomètres au nord-ouest de Siliana et à une quarantaine de kilomètres à l'est du Kef.
Rattachée au gouvernorat de Siliana, elle constitue une municipalité comptant 3 258 habitants en 2014.